# Mahmud Walid Abd al-Fattah Ibrahim
Mahmud Walid Abd al-Fattah Ibrahim (Mahmoud Walid Abdelfattah Ibrahim, arab. محمود وليد عبدالفتاح إبراهيم; ur. 4 maja 2004) – egipski zapaśnik walczący w obu stylach. Zdobył cztery medale mistrzostw Afryki w latach 2023 - 2025. Mistrz Afryki juniorów w 2023 roku.